# Jablonka Galerie

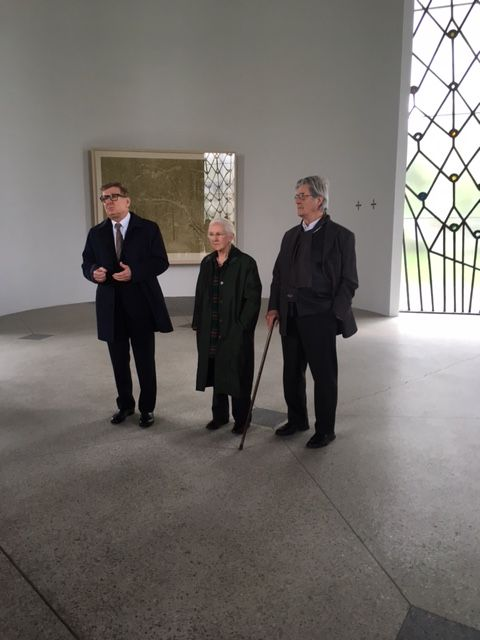
Rafael Jablonka (links) mit Franz Gertsch in der Böhm Chapel

Die Jablonka Galerie war eine Galerie für Zeitgenössische Kunst von Rafael Jablonka  in Köln, die von 1988 bis 2018 bestand. Anschließend schloss die Galerie und Rafael Jablonka übergab sein Galeriearchiv dem Zentralarchiv für deutsche und internationale Kunstmarktforschung (ZADIK) in Köln.

## Galeriearbeit

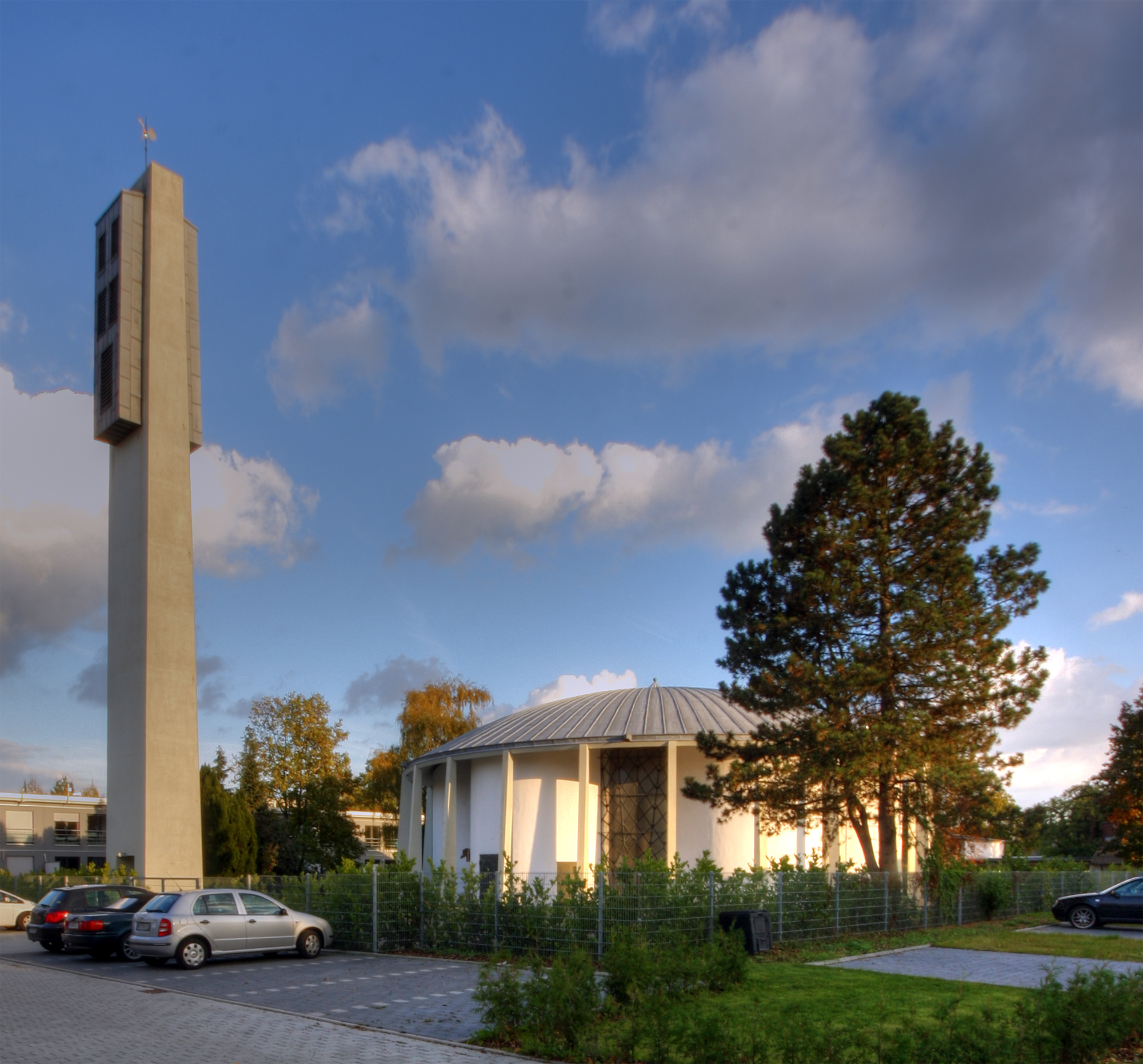
Ausstellungshalle Böhm Chapel

Das erste Domizil der Jablonka Galerie befand sich in einem von Oswald Mathias Ungers entworfenen Galerienhaus in der Venloer Straße in Köln. Die Galerie betreute und vertrat die unter Vertrag stehenden Künstler durch Ausstellungen in der eigenen Galerie, durch Vermittlung an Kunstmuseen und internationale Großausstellungen, sowie durch die Präsentation ihrer Arbeiten auf internationalen Kunstmessen.
In der Galerie wurden Werke von international bekannten Künstlern wie Nobuyoshi Araki, Andy Warhol, Miquel Barceló, Andreas Slominski, Sigmar Polke, Francesco Clemente, Eric Fischl, Alex Katz, Mike Kelley, James Rosenquist, Sherrie Levine, David Salle, Philip Taaffe und Enzo Cucchi ausgestellt.
Die Jablonka Galerie nahm an den großen Kunstmessen wie der Art Basel, Frieze Art Fair, London, Art Basel Miami Beach und der Artparis Abu Dhabi teil. Im Herbst 2004 ersteigerte Rafael Jablonka bei Christie’s in New York – wohl im Auftrag des Kunstsammlers Udo Brandhorst – das Gemälde „Mustard Riot Race“ von Andy Warhol aus dem Jahr 1963 für 13,5 Millionen US-Dollar.
Zu ihren Ausstellungen verlegte die Galerie als Kunstbuchverlag Kataloge und Bücher.
Von September 2006 bis 23. Dezember 2009 unterhielt Jablonka Ausstellungsräume in der Rudi-Dutschke-Straße in Berlin. Die letzte Berliner Ausstellung galt unter anderen den Künstlern Mike Kelley, Sherrie Levine und Andreas Slominski. Rafael Jablonka begründete die Schließung mit der mangelnden „wirtschaftlichen Perspektive in Berlin“ für zeitgenössische Kunst.
Dafür wurde 2010 in Hürth-Kalscheuren nach heftigen Auseinandersetzungen um ihre Profanierung und die Aufhebung des Denkmalschutzes die von Gottfried Böhm geschaffene ehemalige Kirche St. Ursula als Ausstellungsgebäude übernommen. In der zur Böhm Chapel umbenannten Kirche finden zwei bis drei Ausstellungen pro Jahr statt. Dort wurden bisher Arbeiten u. a. von Terry Winters, Sherrie Levine, Eric Fischl, David LaChapelle, Norbert Tadeusz und Franz Gertsch gezeigt. Die Böhm Chapel wird auch nach der Schließung der Galerie von weiter als Ausstellungsort betrieben.
Eine weitere Dependance gab es seit August 2012 in Zürich.

## Veröffentlichungen
- Craig Adcock: James Rosenquist, The hole in the center of time. Jablonka-Galerie, 2008. ISBN 978-3-931354-44-2
- Jonathan Safran Foer: Andy Warhol, Ten portraits of Jews of the 20th century – Collage. Jablonka-Galerie, 2008, ISBN 978-3-931354-40-4
- From the Terreiro: Francesco Clemente, Atlantic Avenue Paintings. Jablonka-Galerie, 2008, ISBN 978-3-931354-39-8
- Kay Heymer: Eric Fischl, Dance – Sculpture and Watercolor. Jablonka-Galerie, Berlin 2006, ISBN 3-931354-34-2
- Zdenek Felix: Enzo Cucchi, Paintings and Sculptures. Jablonka-Galerie, 2005, ISBN 3-931354-33-4
- Miquel Barceló: Pablo Picasso, Women 1971. Jablonka-Galerie, 2005, ISBN 3-931354-31-8
- Vincent Fremont: Andy Warhol’s Small World. Drawings of Children and Dolls, 1948–1985. Jablonka-Galerie, 2005, ISBN 3-931354-30-X

## Schriften von Rafael Jablonka
- Rafael Jablonka: Ruins: Strategies of Destruction in the Fracture Paintings of Georg Baselitz 1966–1969. d’Offay, London 1982
- Rafael Jablonka, Siegfried Gohr: Europa/Amerika – Die Geschichte einer künstlerischen Faszination seit 1940. Museum Ludwig, 1986
- Kasper König, Rafael Jablonka: Von hier aus: 2 Monate neue deutsche Kunst in Düsseldorf. Gesellschaft für Aktuelle Kunst, Düsseldorf 1984